# Marathon van Nagoya 2004
De marathon van Nagoya 2004 werd gelopen op zondag 14 maart 2004. Het was de 25e editie van deze marathon. Alleen vrouwelijke elitelopers mochten aan de wedstrijd deelnemen.
De Japanse Reiko Tosa kwam als eerste over de streep in 2:23.57. Doordat de wedstrijd tevens dienstdeed als Japans kampioenschap op de marathon, veroverde zij hiermee tevens de nationale titel.

## Uitslag
| rang   | naam               | land | tijd    |
| ------ | ------------------ | ---- | ------- |
| Goud   | Reiko Tosa         | JPN  | 2:23.57 |
| Zilver | Megumi Oshima      | JPN  | 2:24.47 |
| Brons  | Aki Fujikawa       | JPN  | 2:27.06 |
| 4      | Miki Oyama         | JPN  | 2:27.58 |
| 5      | Fumi Murata        | JPN  | 2:30.11 |
| 6      | Takami Ominami     | JPN  | 2:30.15 |
| 7      | Maya Nishio        | JPN  | 2:30.16 |
| 8      | Eri Hayakawa       | JPN  | 2:30.47 |
| 9      | Jackie Fairweather | AUS  | 2:32.40 |
| 10     | Tetjana Hladyr     | UKR  | 2:32.55 |
| 11     | Kaori Tanabe       | JPN  | 2:33.21 |
| 12     | Yasuko Hashimoto   | JPN  | 2:35.01 |
| 13     | Ichiyo Naganuma    | JPN  | 2:35.10 |
| 14     | Irina Bogacheva    | KGZ  | 2:35.56 |
| 15     | Miwako Ueki        | JPN  | 2:36.11 |
| 16     | Junko Kumagai      | JPN  | 2:38.47 |
| 17     | Saori Kawai        | JPN  | 2:39.20 |
| 18     | Shiho Takai        | JPN  | 2:39.21 |
| 19     | Kaori Shinjo       | JPN  | 2:39.39 |
| 20     | Kate Smyth         | AUS  | 2:39.40 |
| 21     | Masako Kusakaya    | JPN  | 2:39.58 |
| 22     | Asako Yamazaki     | JPN  | 2:40.43 |
| 23     | Hiromi Nakayama    | JPN  | 2:41.09 |
| 24     | Tomoko Sugano      | JPN  | 2:41.38 |
| 25     | Ji Li              | CHN  | 2:41.58 |

1984 ·
1985 ·
1986 ·
1987 ·
1988 ·
1989 ·
1990 ·
1991 ·
1992 ·
1993 ·
1994 ·
1995 ·
1996 ·
1997 ·
1998 ·
1999 ·
2000 ·
2001 ·
2002 ·
2003 ·
2004 ·
2005 ·
2006 ·
2007 ·
2008 ·
2009 ·
2010 ·
2011 ·
2012 ·
2013 ·
2014 ·
2015 ·
2016 ·
2017